# 아고고

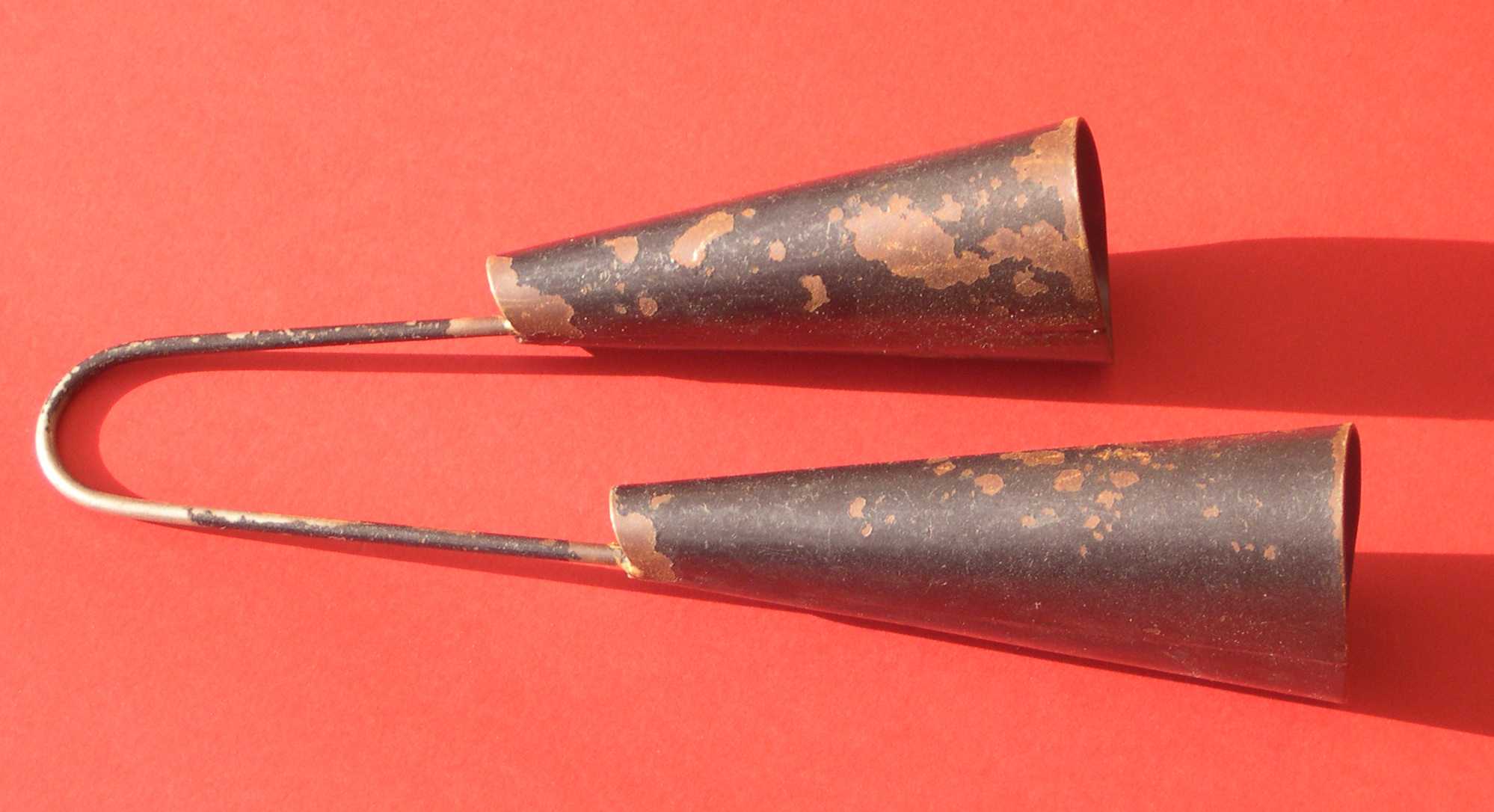
현대의 아고고 벨.

아고고(요루바어: agogo '종')는 몸울림악기로 분류되는 금속 타악기이다.

## 같이 보기
- 카우벨
- 클라베
- 문화적 전유